# Brabova
Brabova là một xã thuộc hạt Dolj, România. Dân số thời điểm năm 2002 là 1812 người.